# Ilonka Csillag
Patricia Ilonka Csillag Pimstein (Santiago, 27 de diciembre de 1957), más conocida como Ilonka Csillag, es una fotógrafa, retratista y gestora cultural chilena. Es la creadora del Centro Nacional del Patrimonio Fotográfico (Cenfoto), asociado en la actualidad a la Universidad Diego Portales, y una de las cocreadoras de la Fundación ProCultura, la cual cerró en 2023 por su vinculación con el llamado Caso Convenios.

## Trayectoria
Se desempeñó como fotógrafa y retratista durante los años 1980 y 1990. Ha tomado retratos a reconocidos escritores chilenos, como José Donoso, Isabel Allende, Nicanor Parra, Jorge Edwards, Francisco Coloane, Alfonso Calderón, Eduardo Anguita, Jorge Teillier, Raúl Zurita y Enrique Lihn, los que están publicados en su libro Retratos Entrelíneas del año 2009.
También ha sido reconocida por sus acciones de conservación del patrimonio fotográfico en Chile. Ha publicado libros sobre este tema, incluyendo Conservación de fotografía patrimonial (2000) y Chile en 1000 fotos (2015). En 2001 creó el Centro Nacional del Patrimonio Fotográfico (Cenfoto) para la preservación y difusión del patrimonio fotográfico.  
Está casada con el empresario Guillermo Acuña, con quien tiene tres hijos: Gabriel, abogado; Tobías, politólogo y candidato a alcalde de Pichilemu con el apoyo de Chile Vamos en las elecciones municipales de 2024; y Catalina, antropóloga. Tobías y Catalina trabajaron con ella en Procultura. 

### Trabajo en ProCultura
En 2009 creó la Fundación ProCultura junto al psiquiatra Alberto Larraín con la finalidad de publicar libros para la difusión del patrimonio local.Luego del terremoto de 2010 la fundación amplió su trabajo, acercándose a la rehabilitación de espacios y edificios patrimoniales y la gestión de proyectos de patrimonio en diferentes regiones del país. Hasta 2023 la fundación tenía cerca de 50 profesionales trabajando en proyectos, incluyendo a dos de los tres hijos de Csillag, y 67 convenios con diferentes reparticiones públicas por más de $4.200 millones.
Como parte del trabajo territorial con ProCultura creó el Archivo Fotográfico Ilonka Csillag, Memoria e Identidad de Chile.Se trata de más de 8 mil imágenes de entre el siglo XIX y XX donadas por comunidades. El archivo fue donado en 2019 a la Biblioteca Nacional.
Actuó como presidenta ejecutiva de la fundación hasta noviembre de 2023, cuando ProCultura cerró sus funciones acusada de irregularidades en sus contratos con el Estado en el marco del Caso Convenios.
En octubre de 2024 su casa fue allanada y sus equipos electrónicos retirados por la Brigada Anticorrupción de la Policía de Investigaciones, en el marco de las diligencias que investigan a los ex directores de la fundación por una serie de irregularidades. Csillag declaró que ella no tenía relación con las decisiones de Alberto Larraín y que él administraba todo solo; las escuchas telefónicas que se filtraron durante la investigación policial transparentaron que a pesar de no estar en el directorio, Csillag seguía teniendo influencia en la gestión de la corporación.